# Щайнфурт
Щайнфурт (на немски: Steinfurt) е окръжен град в окръг Щайнфурт, регион Мюнстер в Северен Рейн-Вестфалия, Германия.
Град Щайнфурт има 33 327 жители (31 декември 2012) и се намира на 31 км северозападно от Мюнстер (Вестфалия).
Около 1155 г. благородникът Рудолф II фон Щенвордедес построява дворец Бургщайнфурт. Господарите на Щайнфурт увеличават собствеността си и образуват господство, по-късно графство Щайнфурт. Селището е споменато за пръв път в документ през 1338 г. като „unse Stat to Stenvorde“. От ок. 1850 г. градът се казва „Бургщайнфурт“. От 1975 г. съществува новият град Щайнфурт с кварталите Боргхорст и Бургщайнфурт.